# Tour della nazionale maschile di rugby a 15 del Galles 2001
Tra le due edizioni del 1999 e 2003 della coppa del Mondo di rugby, la nazionale gallese di rugby a 15 si reca varie volte in tour oltremare.
Nel 2001, il Galles invia in Tour la propria nazionale. L'assenza di molti giocatori, impegnati con il tour dei British and Irish Lions, fa sì che la squadra sia profondamente rinnovata.

## Risultati
L'esordio è traumatico con una imprevista sconfitta contro i campioni giapponesi del Suntory.
| Tokyo 3 giugno 2001 | Suntory | 45 – 41                         | Galles XV |  |
| \| \| \| \| \| Sawaki 2, Kurihara Uluinayau, Onozawa Hojo \| mt \| A Jones, S Jones 2 J Robinson 2 \| \| Kurihara 6 \| tr \| S.Jones 5 \| \| Kurihara \| c.p. \| S.Jones 2 \| |         |                                 |           |  |
| |         |                                 |           |  |
| Sawaki 2, Kurihara Uluinayau, Onozawa Hojo | mt      | A Jones, S Jones 2 J Robinson 2 |           |  |
| Kurihara 6 | tr      | S.Jones 5                       |           |  |
| Kurihara | c.p.    | S.Jones 2                       |           |  |

Il Galles torna al successo contro la seconda squadra giapponese..
| Osaka 6 giugno 2001 | Giappone A | 22 – 32               | Galles XV |  |
| \| \| \| \| \| Yamauchi 2, Akune \| mt \| S Williams 2, Durston \| \| Tachikawa, Tanaka \| tr \| Jarvis 3 \| \| Tanaka \| c.p. \| Jarvis 4 \| |            |                       |           |  |
| |            |                       |           |  |
| Yamauchi 2, Akune | mt         | S Williams 2, Durston |           |  |
| Tachikawa, Tanaka | tr         | Jarvis 3              |           |  |
| Tanaka | c.p.       | Jarvis 4              |           |  |

Facilissimo successo nel primo test match ufficiale. "Eroe" del match è il giovane Shane Williams autore di 4 mete,.
| Arbitro: | James Rob Dickson |

|              |    |                                                        |
| Ito, Vatuvei | mt | G Thomas, Williams 4 Durston, M. Jones Lloyd, Morgan 2 |
|              | tr | S. Jones 7                                             |

La seconda sconfitta del tour avviene ad opere delle riserve (14 cambi rispetto al match precedente) contro una selezione di giocatori  "stranieri" del campionato giapponese, formata soprattutto da polinesiani e neozelandesi, compresi alcuni ex-All Blacks.
| 13 giugno 2001 | Pacific Barbarians | 36 – 16  | Galles XV |  |
| \| \| \| \| \| Washington, Little Mafileo, Byers \| mt \| M. Jones \| \| Cashmore 2 \| tr \| Jarvis \| \| Cashmore 4. \| c.p. \| Jarvis 3 \| |                    |          |           |  |
| |                    |          |           |  |
| Washington, Little Mafileo, Byers | mt                 | M. Jones |           |  |
| Cashmore 2 | tr                 | Jarvis   |           |  |
| Cashmore 4. | c.p.               | Jarvis 3 |           |  |

Tornano i titolari e, con nove mete, superano il Giappone anche nel secondo test.
| Arbitro: | Kelvin Deaker |

|                       |      |                                                              |
| Kubo, Masuho, Onozawa | mt   | Gar. Thomas 3, Robinson, Shanklin 2, Gav. Thomas 2, Williams |
| Iwabuchi, Kurihara 2  | tr   | S. Jones 4                                                   |
| Kurihara 3            | c.p. |                                                              |